# Tierce augmentée

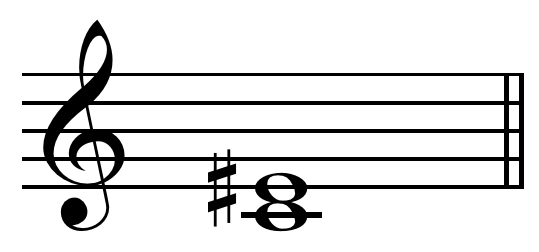
Tierce augmentée Do-Mi dièse.

En musique, la tierce augmentée est un intervalle de cinq demi-tons (soit deux tons et demi). C'est une tierce majeure à laquelle est rajoutée un demi-ton.